# Perfusión

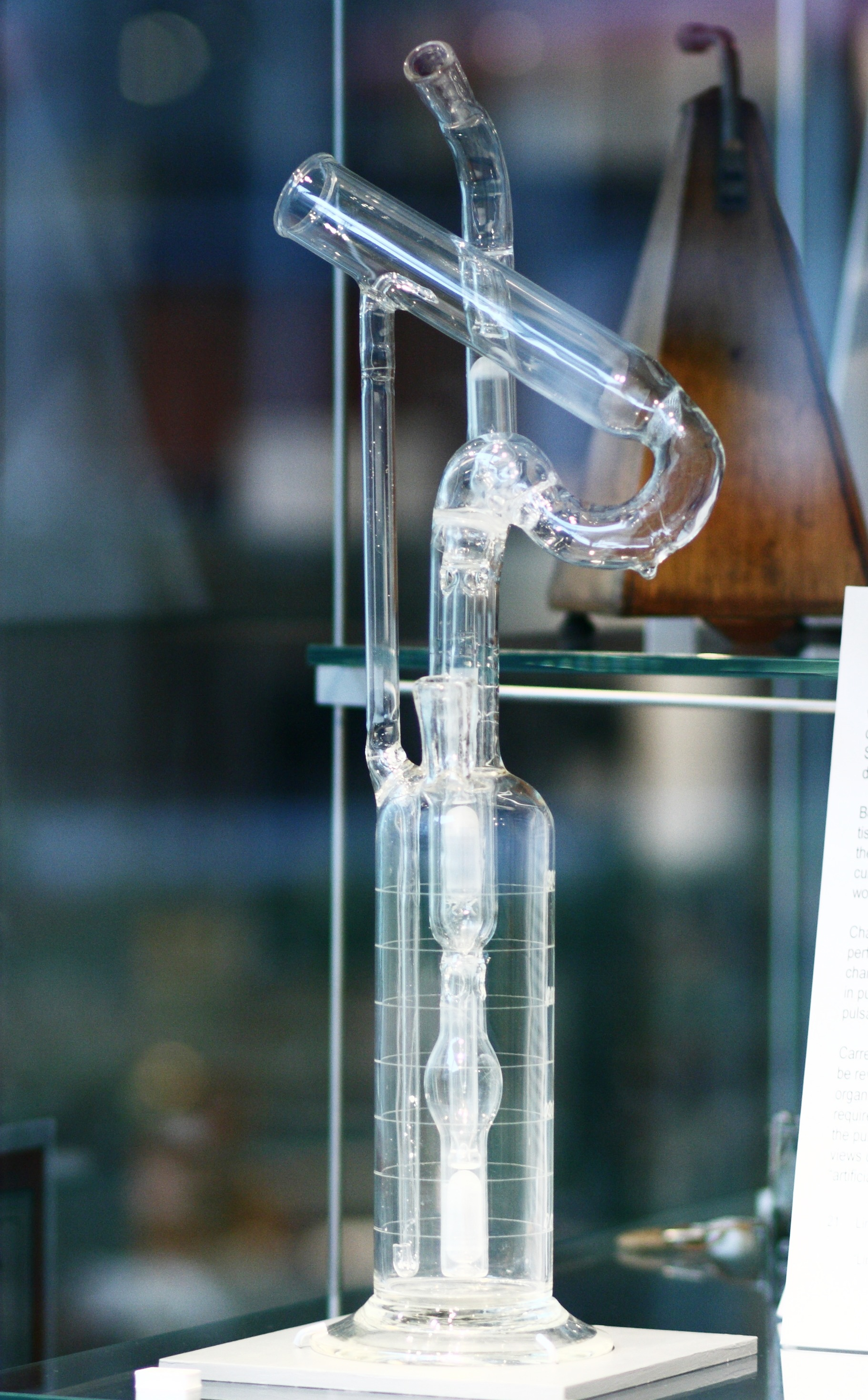
Bomba de perfusión (c. 1935), dispositivo temprano para simular la perfusión natural

La perfusión o perfusión tisular es el paso de un fluido, a través del sistema circulatorio o el sistema linfático, a un órgano o un tejido, normalmente refiriéndose al traspaso capilar de sangre a los tejidos. Es la acción y efecto de perfundir (del latín perfundĕre 'difundir', que significa «Introducir lenta y continuamente un líquido, como la sangre o una sustancia medicamentosa, por vía intravenosa o en el interior de órganos, cavidades o conductos»). Todos los tejidos animales requieren un suministro adecuado de sangre para mantenerse vivos y saludables. Una perfusión pobre puede causar isquemia que, si no es revertida a tiempo, puede derivar en muerte celular o el cese de las funciones vitales.
Durante una cirugía importante, especialmente cirugía torácica, la perfusión tiene que ser mantenida y dirigida por los profesionales de la salud. Es habitual que, en estos casos, se cuente con la asistencia de un perfusionista profesional para que se ocupe del control hemodinámico. En Estados Unidos, se realizan anualmente más de ciento veinte mil procedimientos de perfusión asistida.

## Descubrimiento
En 1920, August Krogh fue galardonado con el Premio Nobel de Fisiología o Medicina por descubrir el mecanismo de regulación de los capilares en el músculo esquelético. Krogh fue el primero en describir la adaptación de la perfusión sanguínea en el músculo y otros órganos, de acuerdo con la demanda, a través de la apertura y cierre de arteriolas y capilares.